# Pandanus prainii
Pandanus prainii är en enhjärtbladig växtart som beskrevs av Ugolino Martelli. Pandanus prainii ingår i släktet Pandanus och familjen Pandanaceae. Inga underarter finns listade.